# Camerlinckxgeleed
Het Camerlinckxgeleed is een waterloop van de eerste categorie die volledig gelegen is op het grondgebied van Oostende.  Voor het grootste gedeelte is deze waterloop overwelfd.  De oorsprong ligt aan de samenvloeiing van het Provinciegeleed en de Gauwelozekreek.  Het Camerlinckxgeleed mondt uit in de voorhaven van Oostende aan het Camerlinckxcomplex.